# منظمة المعايير

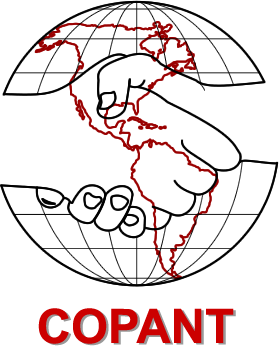
اتحاد

منظمة المعايير هي منظمة تتركز نشاطاتها الرئيسية على تطوير وتنسيق ومراجعة وتعديل وتفسير المعايير التقنية في مجال محدد ومعين.

## أمثلة
- المنظمة الدولية للمعايير (ISO)
- اللجنة الكهروتقنية الدولية (IEC)